# Sonata para piano n.º 19 (Beethoven)

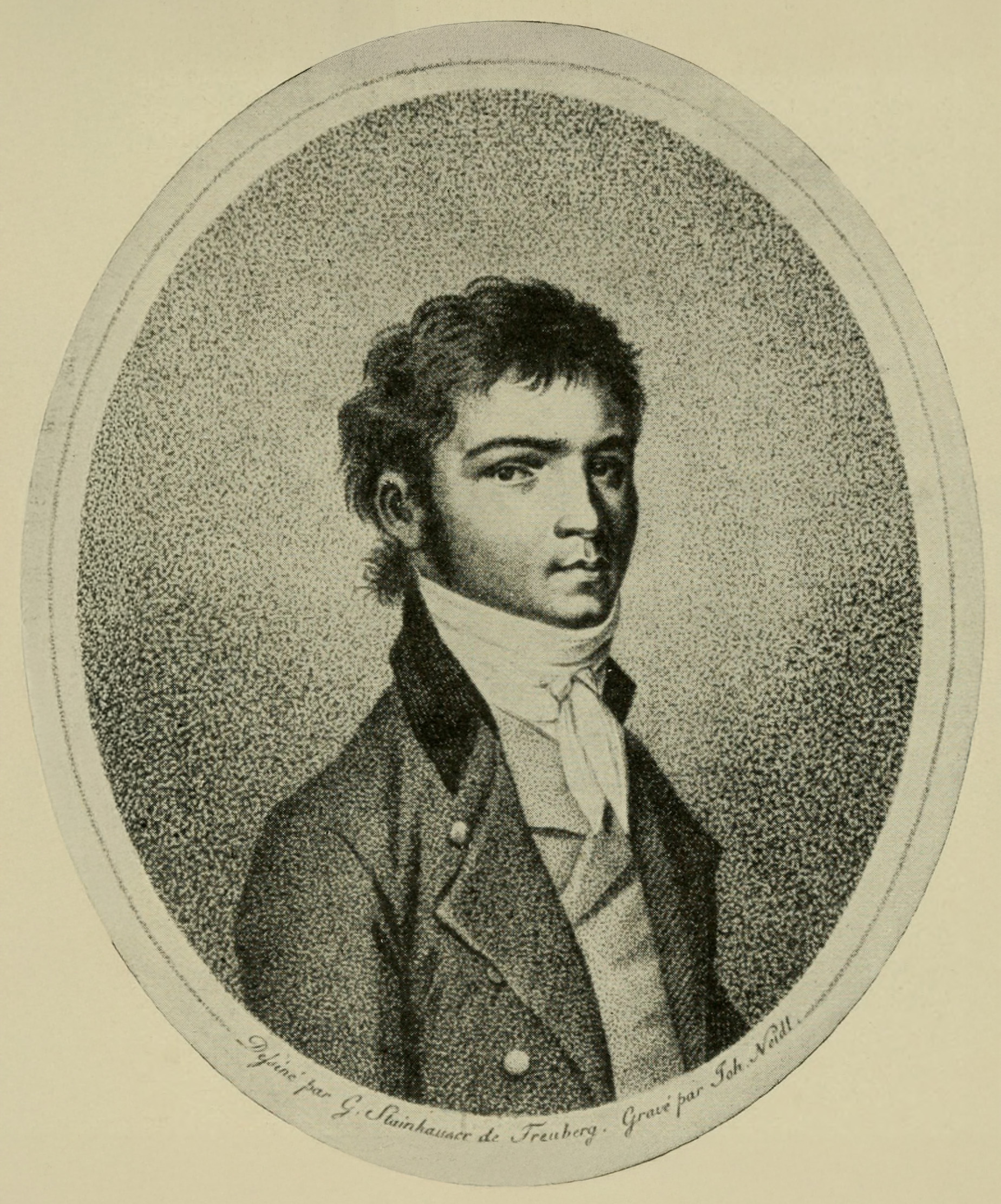
Beethoven en 1796.

La sonata para piano n.º 19 en sol menor, Op. 49 n.º 1 fue compuesta por Ludwig van Beethoven probablemente hacia el año 1797, a pesar de que no fue publicada hasta 1805, conjuntamente con la n.º 20.

## Historia
Las dos piezas que conforman el Opus 49 son las Sonatas n.º 19 y n.º 20. La sonata Op. 49 n.º 1 numéricamente se sitúa justo después de las Sonatas n.º 16, n.º 17 y n.º 18 del Op. 31, pero cronológicamente las precede en al menos cinco años. La n.º 19 fue escrita hacia 1797, lo que la hace contemporánea de las sonatas n.º 4 a 7. La n.º 20 es también una composición temprana, probablemente iniciada en 1796. Beethoven, siempre perfeccionista, suprimió muchas de sus primeras obras y a veces las reviso antes de enviarlas finalmente al editor o decidiendo tras un examen minucioso que, después de todo, eran aptas para la imprenta. En otros casos se limitaba a no publicar la obra durante toda su vida. Ambas sonatas se conocen también como "Leichte Sonaten" ("Sonatas fáciles"). No son difíciles de tocar y su carácter general, sin complicaciones, hace pensar que el compositor las consideraba más como una sonatina.
La publicación de este opus fue llevada a cabo por la editorial Bureau des Arts et d'Industrie en 1805 en Viena bajo la denominación "Deux sonatas faciles".  Se cree que Beethoven no tenía intención de publicarlas sino que eran solo para uso privado como material educativo con sus alumnos. De no haber sido por la intervención del hermano de Beethoven, Caspar van Beethoven, es posible que estas sonatas no hubieran sobrevivido o bien hubieran aparecido tras la muerte del compositor como muchas otras piezas sin número de opus. Caspar fue el responsable, en contra de la voluntad de su hermano, de enviar las dos sonatas del Op. 49 al editor para su publicación. La razón por la que el compositor no estaba seguro de su valor artístico pudo tener que ver con sus modestas proporciones. En cuanto a su calidad artística, con el tiempo debió darse cuenta de que se trataba de una creación digna.

## Estructura y análisis
La sonata consta de dos movimientos:
- I. Andante, en sol menor 2
4
- II. Rondo. Allegro, en sol mayor 6
8

La interpretación de esta obra dura aproximadamente 8 minutos. Esta sonata no es difícil de tocar y su naturaleza generalmente sin complicaciones y genial sugiere que el compositor podría haber tenido la intención de llamar a esta obra una "sonatina". Esta pieza ha sido interpretada por Sviatoslav Richter y Daniel Barenboim. 

### I.Andante
El primer movimiento, Andante, está escrito en la tonalidad de sol menor, en compás de 2/4 y sigue la forma sonata-allegro estándar. Este movimiento, poco habitual en Beethoven, tiene un comienzo lento con un tema más bien sencillo y sombrío. El segundo grupo temático es más vivo y brillante que el primero. El material de la exposición se repite, y luego se inicia un desarrollo centrado en el segundo tema. Es breve y, como la mayor parte del movimiento, delicada y sutil. Sigue una repetición, con algunos cambios ingeniosos. Tras retomar el tema en el bajo con nuevo contrapunto en los agudos, la obra se cierra de forma tranquila con una breve coda, finalizando con una tercera de Picardía.

### II.Rondo. Allegro
El segundo y último movimiento, Rondo. Allegro, está en la tonalidad homónima de sol mayor, el ritmo es de 6/8 y sigue la forma rondó. Beethoven se salta el movimiento lento así como el de danza (minueto, scherzo) y pasa directamente al finale. Es un rondó modificado breve y de construcción sencilla. El tema principal es vigoroso y probablemente la música más poderosa de la pieza. Es una melodía alegre pero algo nerviosa que adquiere un carácter más apacible en los momentos finales. El segundo tema es un poco más enérgico y colorido. Tiene múltiples episodios contrastantes en sol menor, si bemol mayor y sol mayor.